# Fusta

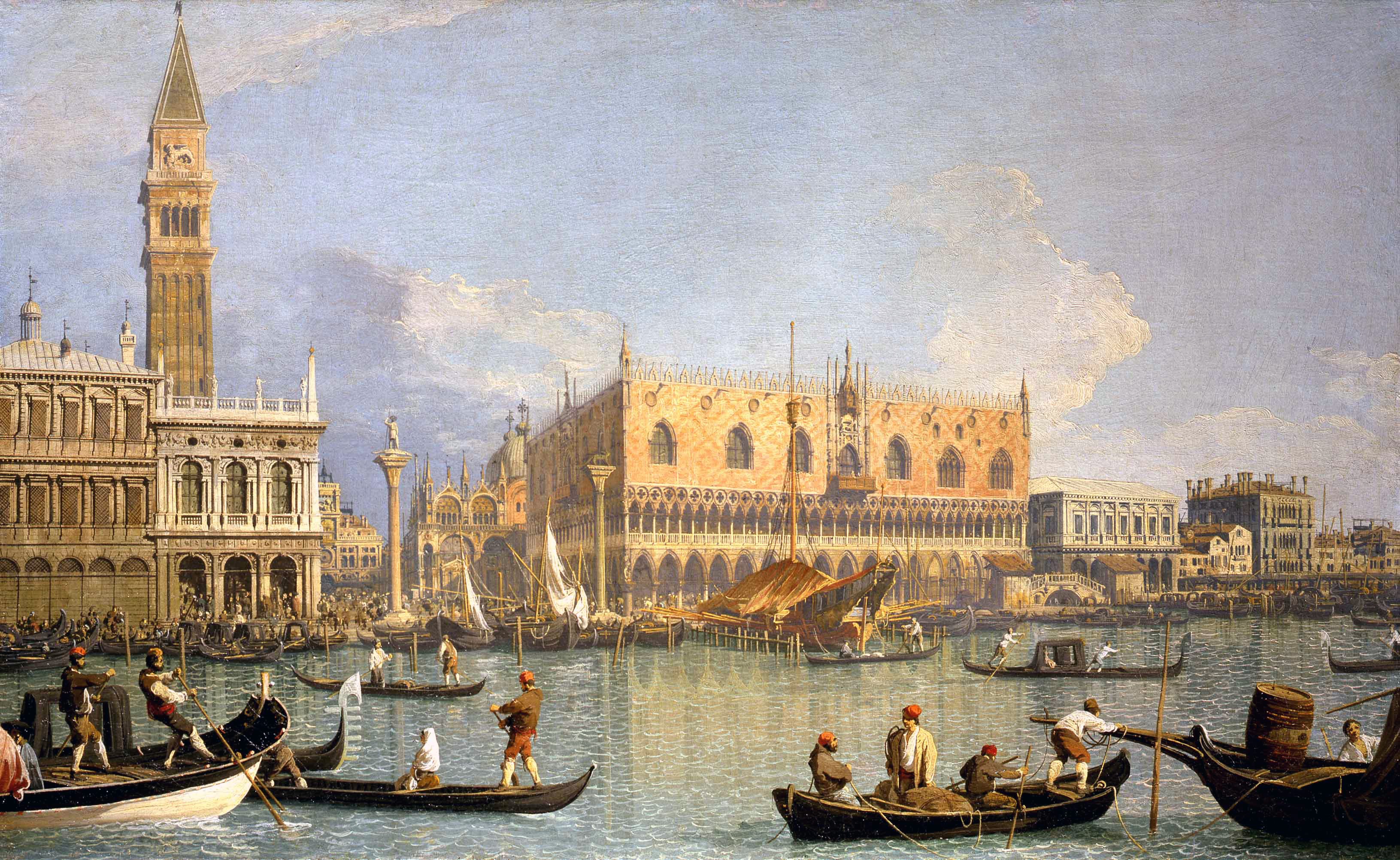
Veduta di Venezia del Canaletto: si noti la fusta da guerra Locanda del Redentore ormeggiata di fronte a piazza San Marco per la sorveglianza del Palazzo Ducale.

La Fusta era un tipo di galea più sottile, leggera e veloce e caratterizzata da un minor pescaggio rispetto alla classica galea da guerra, detta galea sottile. Fra la galea sottile e la galeotta si posiziona la fusta.

## Caratteristiche
Lunga circa 25 metri, la galeotta aveva da 15 a 20 remi per lato e, generalmente, un solo rematore per banco. Era dotata di un singolo albero a vela latina. Montava a prora un solo pezzo d'artiglieria.

Generalmente erano denominate fuste le imbarcazioni maggiori di questa tipologia, fino a 18 banchi per lato e 35 metri di lunghezza, mentre le galeotte rappresentavano la versione minore dell'imbarcazione, con una dozzina di banchi per lato e 25 metri di lunghezza.
La fusta, per la sua maneggevolezza era utilizzata principalmente per attività di controllo costiero ed esplorazione. Inoltre, date le ridotte dimensioni degli equipaggi rispetto alle galee da guerra, si presentavano come più adatte alle attività di servizio antipirateria. Per i medesimi motivi questo tipo di nave era favorito dai corsari barbareschi operanti lungo le coste del Nord Africa. Tradizionalmente le fuste recavano, da prua all'albero di maestra, remi a singolo rematore e, dall'albero sino a poppa, remi a due rematori.
Come su tutte le galee veneziane le galeotte non imbarcavano un contingente di soldati, ma erano gli stessi rematori che in caso di necessità venivano armati ed impiegati come combattenti. Tra XV e XVI secolo i veneziani utilizzarono delle fuste per azioni militari anche lungo il Po e sul lago di Garda.